# John Rumenius
John Rumenius, född 21 november 1911 i Gärdhem, död 24 februari 2000 i Vänersborg, var en svensk författare och sjökapten. Han skrev flera historiska romaner, bland annat om Wästgöta ryttare.